# Vallespinosa
Vallespinosa és un poble del municipi de Pontils que es troba al sud-oest del terme, a la Conca de Barberà. Construït a redós del seu castell, a 640 m d'altitud, avui dia és un nucli de població de segones residències amb cases d'arquitectura respectuosa amb l'entorn.
Engorjat entre la serra de Comanroquer i la serra Morena, s'hi accedeix per un trencall de la carretera de Montblanc a Igualada que va rodejant la serra de Montclar. També hi passa el sender de gran recorregut GR 7, i és a tocar de l'Espai d'Interès Natural de Saburella.
A 0,5 km de la població, vora el torrent de Coma de Vaca i al costat del camí que va a Selmella, hi ha la font de Vallespinosa. Abans d’entrar al poble per la carretera que ve del coll de Deogràcies, a l’esquerra, es troba el veïnat de les Eres, en un petit eixamplament de la vall del torrent de Coma de Vaca, que és aprofitat per als conreus i poblat d’unes quantes masies, entre les quals destaca cal Nicolau, que pertangué als Biure, com ho palesa l’escut nobiliari que hi ha damunt la balconada. També hi trobem la font de les Eres i els rentadors.
A l’esquerra de la rasa del Clot de Coma de Vaca o rasa de Vallespinosa, afluent del riu Gaià hi trobem les restes de dos antics molins: el molí de Vallespinosa i molí del Racó.

## Història
El poble es construí a redós del castell de Vallespinosa, el terme del qual és esmentat el 1030. Va pertànyer als Cervelló des de la conquesta del lloc. El 1357 Arnau de Cervelló comprà a Pere el Cerimoniós el mer i mixt imperi i tota la jurisdicció d’aquest lloc i terme. El 1379 la població consta de 15 famílies, xifra que decau fins a la dotzena en el fogatge de 1496
A l’època moderna n'ostentaven la senyoria els Biure. Durant el senyoriu de Rafael de Biure i de Montserrat, la població és atacada pel bandoler Perot Rocaguinarda, a instàncies de l'orde de Sant Joan de Jerusalem. El castell de Vallespinosa és saquejat i destruït al començament del 1648, com a represàlia als atacs que Josep de Margarit, senyor del poble, infligia a les tropes castellanes en el marc de la Guerra dels Segadors.
Els Biure tingueren el castell i el lloc fins a l’extinció de les senyories. A mitjans del segle xix, vivien a Vallespinosa uns 80 habitants, repartits en trenta cases.